# Strada statale 35 dei Giovi
Die Strada statale 35 (SS 35) ist eine italienische Staatsstraße, die 1928 zwischen Genua und der Grenze zur Schweiz bei Chiasso in zwei Teilen festgelegt wurde. Der südliche Teil geht zurück auf die 1923 festgelegte Strada nazionale 48 und ihrem Seitenast (die 48 wurde ab Serravalle gen Alessandria geführt). Der Nordteil geht zurück auf die Strada nazionale 31 und 33. Den namentlichen Titel übernahm sie in Anlehnung an den Pass, den sie überquert von der Strada nazionale 48: dei Giovi. Die beiden anderen Strada nazionale hatten keinen namentlichen Titel. Zwischen Mailand und Genua verläuft die A7 parallel. In der Schweiz schließt die Hauptstrasse 2 an. Die SS 35 ist eine der wenigen zweigeteilten Staatsstraßen. Zwischen Mailand und Lentate wurde eine Schnellstraße gebaut, auf die die SS 35 gelegt wurde. Auch verkehrt im Norden von Mailand in Seitenlage die Tramlinie nach Limbiate.